# Soltemplet i Multan
Soltemplet i Multan var ett antikt hinduiskt tempel i staden Multan i nuvarande Pakistan mellan cirka 400 f.Kr. och 900-talet e.Kr. Det var tillägnat solguden Surya. Helgedomen beräknas härstamma från 400-talet f.Kr. och är därmed ett av de kanske äldsta tempel i Indien vars historia man känner till. Det var ett stort, berömt och mycket rikt tempel som var föremål från pilgrimsfärder från hela Indien fram till dess förstörelse.

## Historik
Soltemplet beskrivs på 600-talet som det viktigaste soltemplet i Indien.  Det var oerhört rikt, dekorerat med guld och ädelstenar, och en staty av solguden i guld med ögon av rubiner. Förutom statyn av solguden ska det ha innehållit statyer också av Shiva och Buddha. 
På 700-talet förstördes och plundrades templet under den Umayyadkalifatets erövring av Sindh, och solgudens guldstaty fördes bort. Lokalbefolkningen reparerade dock en del av det, ersatte statyn med en enklare staty av trä och fortsatte använda templet. De nya muslimska härskarna tillät helgedomen att fortsätta fungera på grund av intäkterna från de hinduiska pilgrimerna, och för att kunna hota att förstöra templet vid konflikter med hinduerna. 
Templet förstördes slutligen av muslimerna i slutet av 900-talet. Dess ruiner beskrevs dock fortfarande som praktfulla och imponerande under 1000-talet. 